# Charlie Cinelli
Charlie Cinelli, pseudonimo di Giancarlo Cinelli (Sarezzo, 21 novembre 1958), è un cantante, bassista e chitarrista italiano.

## Biografia
Nato a Sarezzo nel 1958 in provincia di Brescia, compie studi musicali nella banda del paese (saxofono, baritono) e dopo il diploma di Maestro d'arte studia contrabbasso col maestro Ricciuti presso il conservatorio di Brescia, interrompendo però al terzo anno per unirsi al gruppo di Iva Zanicchi come corista, saxofonista e chitarrista (1981-82). Dal 1982 al 1983 suona con il gruppo Novecento in Germania, Scandinavia e Spagna con orchestra da ballo, per trasferirsi poi a Londra nel 1985 e prendere parte in svariate formazioni tra le quali: Shalako, Tim Abbat, Ben Hennessy, Martin Taylor e Groff Brown.
Tra 1986 e il 1988 incide tre singoli da solista di genere italo disco, stile particolarmente in voga in quel periodo, cantati in inglese e con lo pseudonimo Swan: Don't talk about it, General Custer e Keep me satisfied.
Tornato in Italia, Charlie entra a far parte dell'orchestra ritmica Rai (1989/91), partecipa come bassista ad alcune produzioni Mediaset (1990), e con Alfredo Golino lavora in studio per vari produttori (Zanotti, Lavezzi, Valli).
Si unisce al gruppo Giulia Combo (WEA) composto anche da Giulia Fasolino, Alfredo Golino e Matteo Fasolino, realizzando l'album Francesca (1990).
Suona nel Cantagiro 1992 insieme a Lele Melotti e Gogo Ghidelli.
Con Melotti e Golino lavora per vari artisti, tra i quali Zucchero Fornaciari (Live in Moskow, Valzer d'un blues, Va pensiero, Trionfe el ganador a live autunno 2003), Riccardo Cocciante (live 1991), Renato Zero (live 1992), Mina (Johnny, N° 0), Mario Lavezzi (Voci a live 1993), Baccini (Nudo e live), Paolo Vallesi (Un giorno normale), Loredana Bertè (Strade di fuoco).
Forma il trio Charlie & The Cats con Alan Farrington e Cesare Valbusa, con cui si esibisce dal 1993 nelle province di Brescia, Bergamo e Cremona. Essendo autoprodotto e proponendo in quegli anni un repertorio originale, per la gran parte in dialetto bresciano mescolato all'inglese e all'italiano, riscuote comunque successo anche a Milano, Mantova, Reggio Emilia, Roma, Telese Terme (Rock Festival), Trezzo d'Adda (con Bottine Souriant), Capoliveri (Sugar Reef), Cuneo (Folk-rock festival), Bolzano, Predazzo, Moena e Arma di Taggia (Folk Festival).
È autore e interprete di 25 repliche della commedia dialettale Törölölö per la regia di Giorgio Galvani.
Con Giorgio Zanetti (comico di Convention in onda su RAI 2 e La sai l'ultima? su Canale 5) scrive, produce e interpreta i seguenti spettacoli di cabaret: Fat&Tender nel 2003, Apotheke nel 2004 e Attenti a quei due nel 2005. Nel 2004-2005 studia canto con il soprano Floriana Cavalli e compone la colonna sonora del film di Marco Preti Lupo che corre, dedicato alla impresa sportiva di Roberto Ghidoni, vincitore di 6 edizioni dell'Iditarod in Alaska. Nell'ottobre dello stesso anno recita nel cortometraggio di Claudio Uberti Un casale, due gessetti, tanti ricci, insieme ad Omar Pedrini e Roberta Garzia.
Nel 2006 pubblica un altro disco folk, Siforàl, alla riscoperta di autori locali di epoche diverse tra loro attraversando un arco di tempo molto ampio che va dal ‘300 sino al secolo scorso.
Nel 2007, a distanza di quasi vent'anni, riprende il suo alias "Swan" per un nuovo singolo in lingua inglese intitolato Shining star, edito dall'etichetta indipendente Venti d'azzurro Records.
Nel 2010 decide di portare in musica i versi di Leonardo Urbinati considerato uno dei più grandi poeti della tradizione bresciana e noto Accademico. Urbinati veniva chiamato simpaticamente Merlin Magù, da qui il titolo del suo album Charlie Cinelli canta Merlin Magù.
Sempre nel 2010 decide di portare nei teatri bresciani le sue canzoni folk con Teatrocinelli. Brani di sua composizioni, poesie dialettali musicate e storie popolari portate in scena con strumenti della tradizione: chitarre, basso acustico, percussioni, mandolino, violino e fisarmonica.
Nel 2012 Charlie crea il progetto Àngel dedicato alla memoria di Angelo Canossi, grande esponente della poesia dialettale bresciana, in occasione del 150º anniversario della sua nascita.
Sempre nel 2012 Charlie fa uscire un nuovo album, Ressaitol (nome che deriva dalla trascrizione della pronuncia del termine inglese "recital", ovvero recita) nel quale album troviamo, tra le altre, le canzoni Aanti, Che gal e Che bela la lüna stasera, quest'ultima canzone popolare bresciana del dopoguerra.
Nel 2016 esce un nuovo album, Rio Mella, dalle sonorità più country rispetto agli album precedenti, all'interno del quale troviamo canzoni nuove ma anche rivisitazioni di canzoni preesistenti, le quali, in questo album, presentano un nuovo titolo: l'originaria Müsiche Americane diventerà Meza cica, la Mèla diventerà Rio Mella, La gàmba dòra sarà La fatura e Caalì diventerà Sweet pony (in quest'ultima, cambia anche la lingua utilizzata per il testo, che non sarà più dialetto bresciano (variante valtrumplina) bensì lingua inglese). In questo album troviamo anche Primaera e Viento de Amor, canzoni delle quali sono stati anche girati due video reperibili su YouTube. Importante inoltre ricordare la presenza, sempre in questo album, del brano Il Ponte. Questo brano è la resa italiana della versione bresciana sura 'l Pont de Dragòti la quale è, a sua volta, la messa in musica della famosa, omonima, poesia, scritta in dialetto bresciano, del poeta Franco Molinari. Questa poesia, come si può evincere dal nome, tratta il tema dell'invasione italiana dell'Albania dal punto di vista di un soldato alpino, originario della Val Camonica ("[...] nato sull'Adamello" recita la poesia) che, nella battaglia di Dragoti, si ritrova a dover attraversare il ponte che collega le due sponde del fiume Voiussa, sotto il fuoco nemico.
Nel 2019 Charlie presenta un nuovo disco, dal titolo Nüd e crüd ("nudo e crudo"), insieme a Dan Martinazzi, musicista anch'egli bresciano. Come sostenuto dallo stesso Charlie, in questo album, i testi del cantante saretino vengono musicati con una tonalità rural, scarna, che rimanda a quella della musica di Reverendo Gary Davis.
Nel 2020 viene pubblicato un disco intitolato My Jazz che raccoglie 15 canzoni jazz scritte da Charlie Cinelli.
Sempre nel 2020, in occasione del lockdown iniziato a febbraio/marzo 2020 causa pandemia Covid-19, Charlie ha dato vita al cosiddetto CCC (Charlie Cinelli Channel) ovvero l'esecuzione di una o più live trasmesse settimanalmente, in streaming, sul suo canale Facebook, durante le quali Charlie si esibiva suonando alcune sue canzoni per una durata variabile da un'ora e mezza a due ore e mezza circa. Questi appuntamenti non hanno cessato di esistere e sono proseguiti anche successivamente alla fine del lockdown fino ad arrivare al 2021. Queste live hanno dato vita anche a delle "Charlie Cinelli Challenge" dove Charlie invitava i musicisti che avevano intenzione di partecipare, a riprodurre, ognuno con il proprio strumento, alcune delle sue canzoni più famose (La me zent per esempio). Queste esibizioni venivano poi montate all'interno di un unico video nel quale Charlie cantava la canzone in questione.

## Discografia

### Discografia con i Charlie & The Cats
| Anno | Titolo                 | Formato |
| ---- | ---------------------- | ------- |
| 1993 | Live at Donne & Motori | MC      |
| 1993 | Greatest Tits          | CD      |
| 1994 | Orzinuovi              | CD      |
| 1995 | Vakaputanga            | CD      |
| 1996 | Baciami L'Orso         | CD      |
| 1998 | Des agn de Laiv        | CD      |
| 2004 | The Original           | CD      |
| 2005 | Ö!                     | CD      |
| 2007 | Sö n'sèma              | CD      |
| 2008 | Leccover               | CD      |
| 2011 | VaFa10QLa              | CD      |

### Discografia solista
| Anno | Titolo                    | Formato |
| ---- | ------------------------- | ------- |
| 1986 | Don't talk about it       | 33 giri |
| 1986 | General Custer            | 33 giri |
| 1988 | Keep me satisfied         | 33 giri |
| 1998 | Törölölö                  | CD      |
| 1999 | Charlie Cinelli           | CD      |
| 2001 | Nòm e Cognòm              | CD      |
| 2003 | En casa, en césa...al bar | CD      |
| 2006 | Sìforàl                   | CD      |
| 2007 | Shining Star              | 33 giri |
| 2009 | Sta 'n Banda              | CD      |
| 2010 | Merlin Magù               | CD      |
| 2012 | Ressaitol                 | CD      |
| 2016 | Rio Mella                 | CD      |
| 2019 | Nüd e crüd                | CD      |
| 2020 | My Jazz                   | CD      |
| 2021 | Apotheke? Fat & Tender!   | CD      |

### Altro
| Anno | Titolo     |
| ---- | ---------- |
| 2003 | Fat&Tender |
| 2004 | Apotheke   |
| 2006 | Menemà     |

## Apparizioni televisive
- MTV - Suona nei "Freevoli", band della trasmissione di MTV "Coyote" condotta da Fabio Volo
- Rete A - In Music Zoo per La settimana di Charlie Cinelli con 9 brani originali
- Rete 4 - Miss Padania 2004 con il brano Èl de la àl
- Rai 2 - New Roads con Omar Pedrini e Follia Rotolante con Davide Van de Sfroos